# Баринов, Николай Алексеевич
Николай Алексеевич Баринов (25 февраля 1922, Аткарский уезд, Саратовская губерния — 30 декабря 2014, Саратов) — советский и российский правовед, доктор юридических наук, профессор кафедры гражданского и семейного права Саратовской государственной юридической академии, заслуженный юрист РФ, заслуженный работник высшей школы РФ, ветеран труда, ветеран прокуратуры России, лауреат Высшей юридической премии «Юрист года» (2011).

## Биография
Николай Алексеевич Баринов родился 22 февраля 1922 года в с. Шаховском Аткарского уезда Саратовской губернии в крестьянской семье.
- 1932 год — семья Баринова Н. А. переезжает в с. Лунково Вязниковского района Владимирской области. Родители работают на ткацкой фабрике. Баринов Н. А. обучается в средней школе.
- июнь 1941 года — окончание средней школы.
- ноябрь 1941 года — 1947 год — служба в вооружённых силах, участие в Великой Отечественной войне.
- ноябрь 1941 года — январь 1942 года — обучение в Ленинградском военно-политическом училище.
- с января 1942 года — направлен в Сталинград, из Сталинграда на Юго-Западный фронт, в Крым, на керченское направление. Баринов Н. А. зачислен в состав 83-й ордена Суворова дважды Краснознаменной Новороссийско-Дунайской бригады морской пехоты в качестве пулеметчика.
- 1942 год — дважды ранен, эвакуирован в Черкесск, затем в Нальчик, Баку и Термез. Перенес сложную операцию.
- с сентября 1942 года — направлен на Закавказский (Северо-Кавказский) фронт и назначен на должность сначала помощника командира минометного взвода, а затем — старшины минометной роты 89-й отдельной стрелковой бригады.
- ноябрь 1943 года — декабрь 1943 года — в составе советского воинского контингента в качестве командира отделения связи обеспечивал безопасность проведения Тегеранской конференции лидеров стран — участниц антигитлеровской коалиции.
- 1944 год — входил в состав группы по обеспечению переговоров командования фронта с шахом Ирана Пехлеви.
- 1945 год — 1946 год — участие в ликвидации антисоветских вооруженных группировок в Северном Иране и приграничных районах СССР.
- 1946 год — 1947 год — служба в 182-й отдельной телеграфостроительной роте ВВС Туркестанского военного округа.
- март 1947 года — демобилизация, возвращение в г. Саратов.
- апрель 1947 года — апрель 1954 года — старшина команды 6-й военизированной пожарной части Управления пожарной охраны УВД Саратовской области.
- 1949 год — 1952 год — учёба в Саратовском юридическом институте им. Д. И. Курского.
- апрель 1954 года — май 1957 года — следователь районной, затем городской прокуратуры г. Кулебаки Арзамасской (позднее — Горьковской) области.
- май 1957 года — январь 1959 года — следователь, затем помощник прокурора в прокуратуре Екатериновского района Саратовской области.
- январь 1959 года — июнь 1961 года — прокурор отдела по надзору за местами лишения свободы прокуратуры Саратовской области.
- июнь 1961 года — апрель 1963 года — прокурор следственного отдела прокуратуры Саратовской области.
- апрель 1963 года — сентябрь 1967 года — старший помощник прокурора Саратовской области по кадрам.
- сентябрь 1967 года — декабрь 2014 года — научная и преподавательсткая работа в Саратовской государственной юридической академии.
- 1970 год — защита диссертации на соискание учёной степени кандидата юридических наук в Саратовском юридическом институте им. Д. И. Курского на тему «Ответственность сторон по договору бытового заказа» под руководством доктора юридических наук, профессора Виктора Алексеевича Тархова.
- 1988 год — защита диссертации на соискание учёной степени доктора юридических наук в Московском государственном университете им. М. В. Ломоносова на тему «Гражданско-правовые проблемы удовлетворения имущественных потребностей советских граждан». Оппонентами выступали такие известные учёные-юристы, как Александр Юрьевич Кабалкин, Яков Абрамович Куник, Евгений Алексеевич Суханов.
- 1998 год — присвоено почетное звание «Заслуженный юрист Российской Федерации».
- 2011 год — лауреат Высшей юридической премии «Юрист года» в номинации «Правовое просвещение».

За годы работы Н. А. Баринов подготовил 11 кандидатов юридических наук, 4 из которых впоследствии защитили докторские диссертации. Автор более 100 научных трудов, из которых 9 монографий, 7 учебников, комментарий к Гражданскому кодексу Российской Федерации.
Умер 30 декабря 2014 года в Саратове.

## Семья
- Жена — Баринова (в девичестве Столярова) Ираида Аркадьевна — врач
- Дочь — Наталия
- Дочь — Марина

## Награды
- Орден Отечественной войны I степени (1985)[4]
- Медаль «За боевые заслуги» (1947)[5]
- Медаль «За оборону Кавказа»
- Медаль «За победу над Германией в Великой Отечественной войне 1941—1945 гг.»[6]
- Медаль «Ветеран труда»
- Медаль Жукова
- Заслуженный юрист Российской Федерации (1998)[7]
- Заслуженный работник высшей школы Российской Федерации (2004)[8]
- Почётная грамота Президента Российской Федерации (2014)[9]
- лауреат Высшей юридической премии «Юрист года» в номинации «Правовое просвещение» (2011)[10]

## Память
- Экспозиция в Музее истории СГЮА
- Аудитория имени профессора Н. А. Баринова в Астраханском филиале СГЮА

## Избранные научные публикации

### Авторефераты диссертаций
- Баринов Н. А. Ответственность сторон по договору бытового заказа. Автореф. дис. … канд. юрид. наук. — Саратов, 1970. — 16 с. — (В надзаг.: Саратовский юридический институт им. Д. И. Курского).
- Баринов Н. А. Гражданско-правовые проблемы удовлетворения имущественных потребностей советских граждан. Автореф. дис. … д-ра юрид. наук. — М., 1988. — 33 с. — (В надзаг.: Московский государственный университет им. М. В. Ломоносова).

### Книги, монографии, учебные пособия
- Баринов Н. А. Права граждан по договору бытового подряда и их защита. — Саратов: Научная книга, 2014. — 122 с. — ISBN 978-5-9758-1547-7.
- Баринов Н. А. Договор бытового проката. — Саратов: Изд-во Саратовского ун-та, 1980. — 150 с.
- Баринов Н. А. Избранные труды. — М.: Норма, 2012. — 608 с. — 500 экз. — ISBN 9785917682655.
- Баринов Н. А. Имущественные потребности и гражданское право. — Саратов: Изд-во Саратовского ун-та, 1987. — 191 с.
- Баринов Н. А., Иншакова А. О., Козлова М. Ю. Конкурентное законодательство в прогнозируемой динамике развития. — М.: Юрлитинформ, 2013. — 176 с. — ISBN 978-5-4396-0373-2.
- Баринов Н. А. Права граждан по договору бытового заказа и их защита. — Саратов: Изд-во Саратовского ун-та, 1973. — 162 с.
- Баринов Н. А. Цивилистическое учение о потребностях : вопросы теории и практики. — М.: Юрист, 2012. — 166 с.

### Статьи
- Баринов Н. А. Вопросы международного гражданского процесса // Актуальные проблемы частноправового регулирования. Матер. Междунар. VI науч. конф. молодых ученых (г. Самара, 28-29 апреля 2006 г.) : сборник. — Самара, 2006. — С. 285—286.
- Баринов Н. А. Размышления о предмете гражданского права // Цивилист : журнал. — 2011. — № 3. — С. 7—16.
- Баринов Н. А. Принцип однородности имущественных отношений в праве // Гражданское право : журнал. — 2012. — № 5. — С. 6—9.
- Баринов Н. А., Козлова М. Ю. Принудительная реорганизация юридических лиц по антимонопольному законодательству // Законы России : журнал. — 2006. — № 8. — С. 15—20.
- Баринов Н. А. Порядок и способы защиты прав потребителей // Законы России : журнал. — 2010. — № 5. — С. 3—7.

## Комментарии
1. ↑  Шаховское (Шаховская[1], Шеховская[2]) находилось примерно в 1 км к западу от Красавки, на другом берегу Медведицы; не сохранилось, ныне — территория Бутырского муниципального образования в Лысогорском районе[3].

### Биография
- Баринов Николай Алексеевич // Правовая наука и юридическая идеология России: энциклопедический словарь биографий / Под ред. В. М. Сырых. — М.: Российский государственный университет правосудия, 2015. — Т. 3. — С. 168. — 1057 с. — ISBN 978-5-93916-417-7.
- Улиско А. Н. Юбилей Н. А. Баринова // Правовая политика и правовая жизнь : журнал. — Саратов, 2007. — № 1. — С. 221—222.
- Вавилин Е. В., Хмелёва Т. И. Профессору Н. А. Баринову — 90 // Вестник СГАП : журнал. — Саратов, 2012. — № 1. — С. 180—186.
- Памяти Николая Алексеевича Баринова // Правоведение : журнал. — 2015. — № 1. — С. 235—236.
- Блинкова Е. В. Николаю Алексеевичу Баринову — 90 лет! // Гражданское право : журнал. — 2012. — № 1. — С. 3—5.

### Критика
- Смирнов В. И. Баринов Н. А. Имущественные потребности и гражданское право. — Саратов: Изд-во Сарат. ун-та, 1987. — 191 с. (Рецензия) // Советское государство и право : журнал. — 1989. — № 8. — С. 150—151.
- Абашидзе А. Х. Международно-правовые способы защиты прав человека: Сб. науч. статей / Под ред. Н. А. Баринова, Т. М. Пряхиной. Серия: Права человека: Сферы реализации. Вып. 3. — Саратов: Изд-во Сарат. ун-та, 2003. — 304 с. (Рецензия) // Правовая политика и правовая жизнь : журнал. — 2004. — № 4. — С. 214—218.
- Кротов М. В. Н. А. Баринов. Имущественные потребности и гражданское право. Саратов, Изд-во Саратовского ун-та. 1987. 192 с. (Рецензия) // Правоведение : журнал. — 1988. — № 6. — С. 97—99.
- Барков А. В. Творческое развитие идей, содержащихся в доктрине имущественных потребностей Н. А. Баринова в инновационно-правовой концепции рынка социальных услуг // Вестник СГЮА : журнал. — 2012. — № 4. — С. 90—95.